# Svojkov (zámek)
Zámek Svojkov stával v obci Svojkov v okrese Česká Lípa nedaleko místního skalního hradu. Zámek zanikl při požáru, k němuž došlo během adaptace objektu v roce 1958.

## Historie
Zakladatelem zámku byl pravděpodobně ve 30. letech 17. století Zdeněk Lev Libštejnský z Kolovrat (1588–1640).

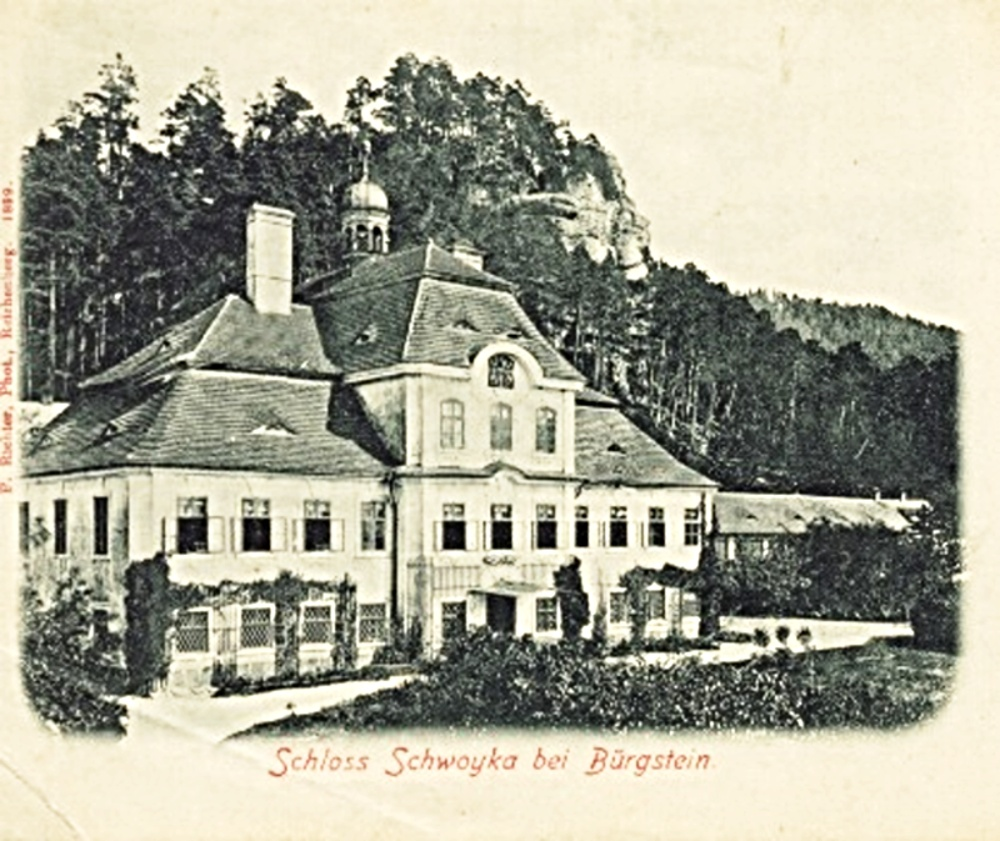
Zámek na pohlednici z roku 1898, v pozadí jsou Svojkovské skály

V roce 1647 zámek odkoupil Adam František z Knoblochů, který nechal původní zámek v letech 1650-1664 barokně přestavět. Po jeho smrti v roce 1670 zdědila zámek sestra Anna Kateřina z Putzharrdtu, po ní Žofie Kateřina z Nickelů a v roce 1687 její sestra Mechtela. Dne 10. října 1750 odkoupil zámek hrabě Josef Jan Maxmilián Kinský. Kinští v té době vlastnili také panství Sloup v Čechách, a došlo tak ke spojení obou panství. Roku 1870 zdědili zámek příslušníci chlumecké větve Kinských, kteří zde ovšem nepobývali. Posledním majitelem z rodu Kinských byl hrabě August František Kinský, který zemřel v roce 1941. Zámek po něm zdědila jeho dcera Marie, manželka Viléma Emanuela Preysinga, jenž jej držel až do května 1945. Po druhé světové válce jim byl zámek zkonfiskován a stát zde zřídil domov důchodců. Při rekonstrukci objektu však zámek v roce 1958 vyhořel a trosky byly následně zbourány.

## Popis
Jednalo se o jednopatrovou budovu s obdélníkovým půdorysem s rizalitem, ve kterém se ukrývalo schodiště, a mansardovou střechou. V okolí zámku byl vytvořen park, do něhož patřil také nedaleký skalní hrad Svojkov. Rostlo zde 13 jehličnatých a 37 listnatých stromů. Významnými byly cypřišky, varieta černé borovice, převislý buk a převislý jasan.